# Kürassiere der Grande Armée

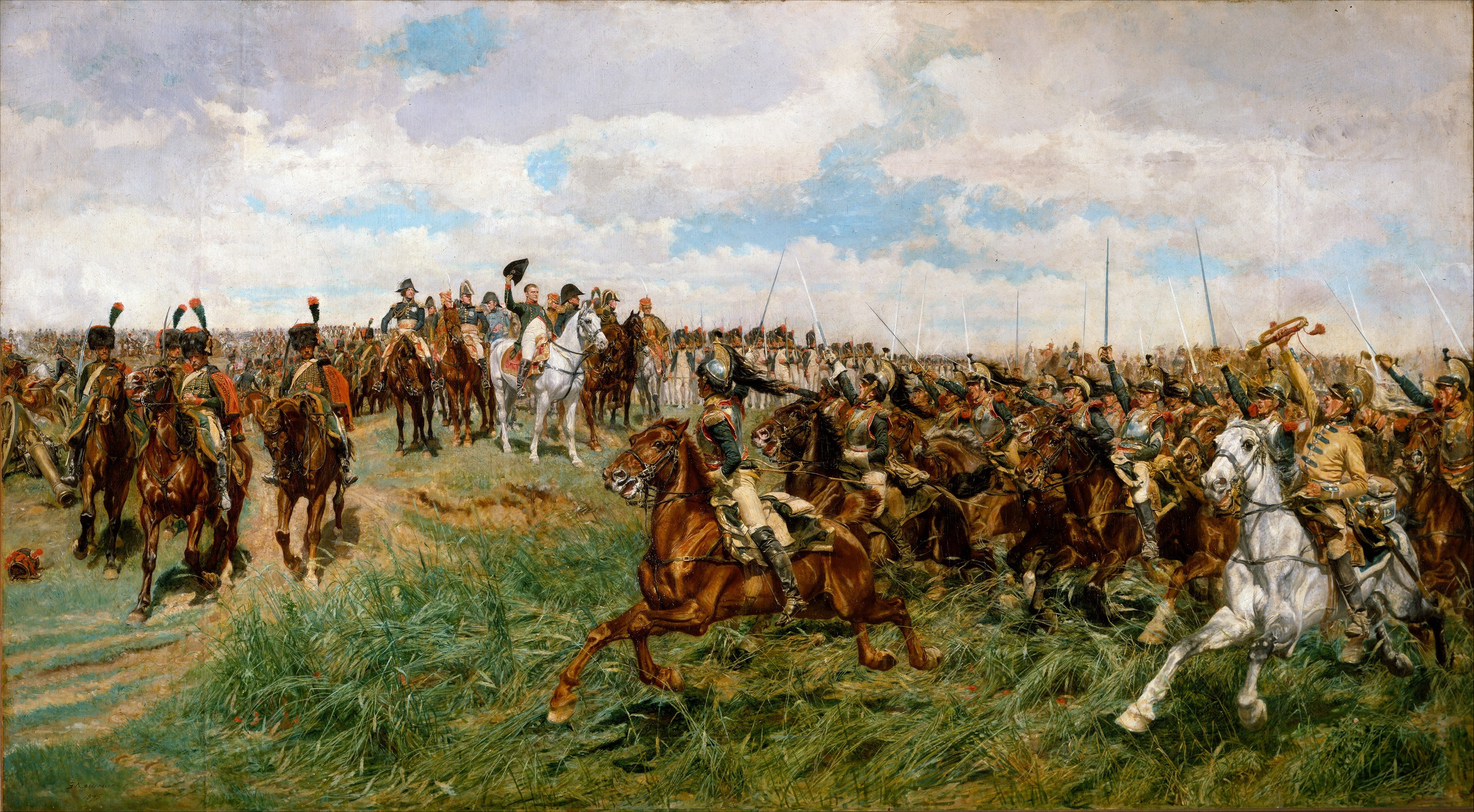
Das 11. Kürassier-Regiment grüßt seinen Kaiser in der Schlacht bei Friedland (1807).

Die Kürassiere bildeten mit den Karabiniers während des Ersten Kaiserreichs die schwere Kavallerie der Grande Armée des Kaisers Napoleon I.

## Formationsgeschichte
Während des Kaiserreichs galten die Kürassiere als Sinnbild der französischen Kavallerie. Noch 1792 hatte gerade ein echtes Kürassierregiment bestanden, nämlich das Régiment de Cuirassiers cavalerie. Die französische Schwere Kavallerie setzte sich im Jahr 1791 aus 24 Regimentern zusammen, zu denen im selben Jahr drei weitere hinzukamen. Zu Beginn der Koalitionskriege ging 1792 das 15. Regiment (vormals Royal Allemand) zum Feind über, die Zahl der Regimenter verringerte sich in der Folge auf insgesamt 25.
Der Regimentsstab bestand 1792 aus einem Colonel, zwei Colonel-lieutenants, zwei Adjudants, einem Zahlmeister (Quartier-máitre tresorier - gewöhnlich ein sous-lieutenant), einem Stabstrompeter (Trompette brigadier), einem Militärgeistlichen (Maître aumonier) und fünf Handwerkern, Máitres ouvriers, also Sattler (Maître sellier), Schneider (Maitre tailleu), Hufschmied (Maître ferrant), Stallmeister (Maître maréchal) und Schuster (Maître bottier).
Jedes Regiment zählte drei Abteilungen zu zwei Kompanien, die je zwei Schwadronen bzw. einen Chef d’escadrons, einen Lieutenant, zwei Sous-lieutenants, einen Maréchal de logis chef, zwei Marechéaux des logis, einen brigadier-fourrier, vier Brigadiers, einen Trompeter und 54 Reiter (vier davon unberitten) umfassten. Bei den Iststärken der Kompanien gab es beträchtliche Schwankungen.
Von 1793 bis 1796 bestand bei jedem Regiment eine vierte Abteilung. Während des Kaiserreichs zählte ein Regiment in der Regel rund 1.040 Mann.
Da ein Zukauf geeigneter Remonten aus Deutschland immer schwieriger wurde, fiel die Stärke der schweren Kavallerie im Lauf der Zeit. Am 24. September 1803 wurden alle noch bestehenden zwölf schweren Kavallerieregimenter in Kürassiere umgewandelt:
- 1er régiment de cuirassiers
- 2e régiment de cuirassiers
- 3e régiment de cuirassiers
- 4e régiment de cuirassiers
- 5e régiment de cuirassiers
- 6e régiment de cuirassiers
- 7e régiment de cuirassiers
- 8e régiment de cuirassiers
- 9e régiment de cuirassiers
- 10e régiment de cuirassiers
- 11e régiment de cuirassiers
- 12e régiment de cuirassiers

1808 wurde für den Dienst in Spanien aus Abgaben des 1., 2. und 3. Regiments und der beiden Karabinier-Regimenter zunächst ein provisorisches 1. schweres Kavallerie-Regiment errichtet, das ein Jahr später zum 13. Kürassier-Regiment umgewandelt wurde. Ein 14. Regiment bildete man 1809 aus dem holländischen 2. Kürassier-Regiment. Diese beiden Regimenter wurden nach der ersten Abdankung Napoleons 1814 aufgelöst. Unter der 2. Restauration wurde 1815 das 7. bis 12. Regiment gleichfalls aufgelöst.

## Auftrag und Einsätze

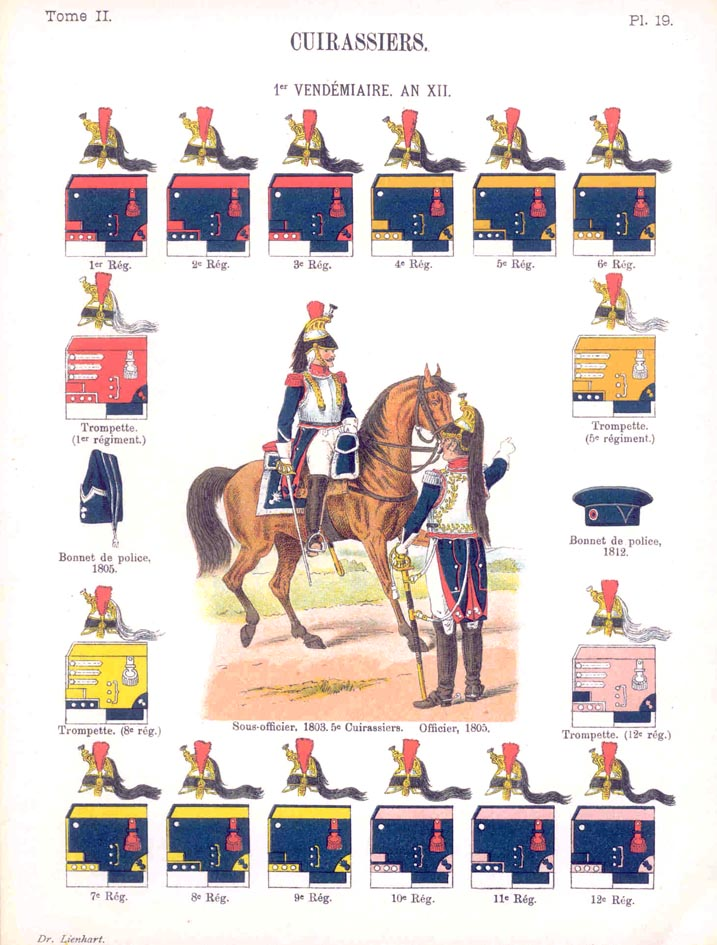
Übersicht über die Abzeichenfarben der Kürassierregimenter (1805)

Die klassische Aufgabe der schweren Reiterei war das Aufbrechen der Linien der gegnerischen Infanterie. Die Kürassiere erfüllten diese Rolle mit beachtlichem Erfolg. Napoleon ließ seine schweren Reiter meist dann angreifen, wenn die Infanterie des Feindes bereits mit der eigenen in direktem Kampf lag und sich somit nicht zur Abwehr der Kavallerie formieren konnte. Die Wucht des Angriffes der gepanzerten Reiter auf ihren schweren Pferden zerschlug gegnerische Verbände regelrecht. Der Kürass selbst schützte zwar zuverlässig gegen Hieb- und Stichwaffen, sein Wert gegenüber Gewehrfeuer war dagegen vorwiegend psychologischer Natur, gab er doch seinem Träger nicht nur ein Gefühl der Sicherheit, sondern auch ein furchterregendes Aussehen. Die Qualität der Kürasse ließ im Verlauf der Jahre deutlich nach, nicht jedoch ihr Gewicht, so dass ein gestürzter Reiter erhebliche Schwierigkeiten hatte, wieder auf die Beine zu gelangen.
Die Pferde der schweren Kavallerie kamen zum größten Teil aus Flandern und der Normandie. Sie konnten zwar große Lasten tragen, waren dafür aber auch schwer und nicht sonderlich schnell. So war etwa bei der letzten Attacke am Abend von Eggmühl Trab die schnellstmögliche Gangart und bei La Chaussée erwarteten die Kürassiere stehend und mit vorgestrecktem Pallasch den Angriff der preußischen Kavallerie.
Alle Regimenter bis auf das 13. nahmen am Russlandfeldzug teil. Bei Borodino drang das 5. Regiment gemeinsam mit den sächsischen Kürassieren in die Rajewski-Schanzen ein und sicherte so den Sieg der Grande Armée. Doch bereits Anfang November 1812 mussten die Kürassiere aufgrund der schweren Verluste zu zwei schwachen provisorischen Regimentern vereinigt werden. Beim Rückzug konnte an der Beresina eine entschlossene Attacke der Kürassiere die bedrängte Hauptmacht des Heeres entlasten und so dazu beitragen, dass dieses den Übergang erzwingen konnte. 1813 wurden die Regimenter wieder aufgefüllt, wegen des nur langsam zu behebenden Pferdemangels verrichteten sie teilweise auch Dienst zu Fuß. Im Frankreichfeldzug taten sich die Kürassiere erneut bei Montmirail hervor. Nach Napoleons Rückkehr war dann bei Waterloo letztmals seine gesamte Kürassiertruppe im Einsatz. Marschall Ney interpretierte Umgruppierungen in Wellingtons Zentrum als beginnenden Rückzug und wollte es mit einem Großteil seiner Kürassiere zerschlagen. Kaum waren sie aus der Reichweite der  unterstützenden Artillerie geritten, sahen sie sich einer Schachbrettformation von anglo-alliierten Infanteriekarrees gegenüber. Obwohl Napoleon die verbliebenen Kürassiere zur Unterstützung entsandte, konnten nur wenige der Karrees aufgebrochen werden. Die „dicken Brüder“ verbluteten zwischen dem disziplinierten Salvenfeuer von Wellingtons Infanterie und den Kartätschen seiner Artillerie. Dennoch war ihr Nachruhm so groß, dass in den Folgejahren nicht nur Spanier, Holländer und Briten, sondern auch die Bourbonen der Versuchung erlagen, ihre schwere Kavallerie nach dem Vorbild von Napoleons Kürassieren auszurüsten. So ritten noch hundert Jahre später, als anderswo längst Khaki oder Feldgrau angesagt waren, Frankreichs Kürassiere mit Roßhaarhelm, Harnisch, blauem Rock und roten Epauletten in den Ersten Weltkrieg, und noch heute trägt die Kavallerie der Republikanischen Garde zu Paraden diese Uniform, wenn auch ohne den Kürass.

## Uniformgeschichte

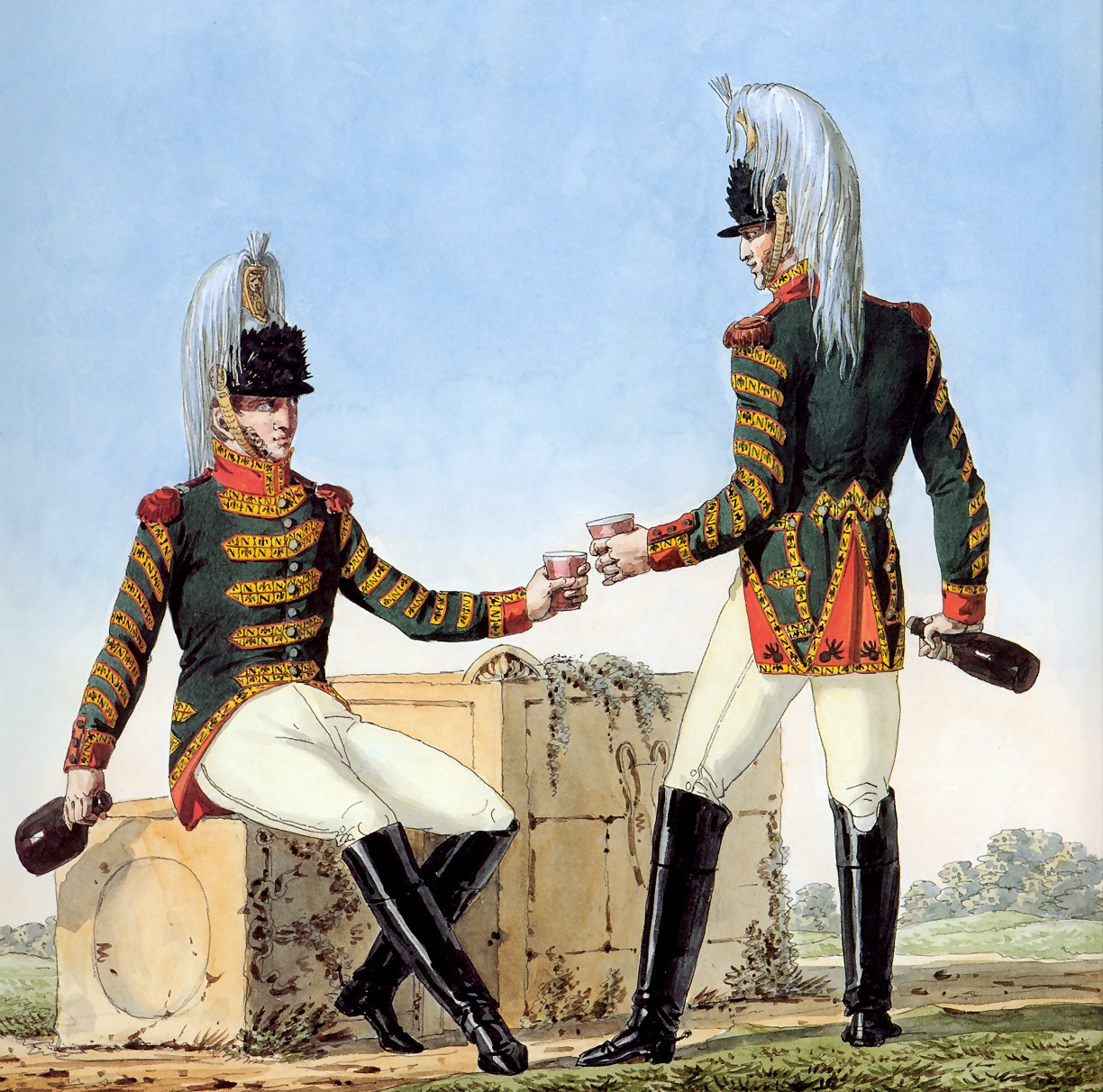
Trompeter vom 1. Regiment in der 1812 für alle Trommler und Trompeter der Linientruppen eingeführten kaiserlichen Livree (Carle Vernet, La Grande Armée de 1812)

Nach dem vorläufigen Erlass vom 1. April 1791 trug die schwere Kavallerie blaue Röcke mit verschiedenfarbigen Abzeichen und weißen Knöpfen, lederfarbene Hosen, weiße Stulpenhandschuhe, weiße Bandeliers, hohe Stiefel und Zweispitz mit Kokarde. Die Abzeichenfarben waren gruppenweise verteilt. Die erste Gruppe (1. bis 6. Regiment) hatte scharlachrot, die zweite (7. bis 12. Regiment) jonquillengelb, die dritte (13. bis 18. Regiment) karminrot und die vierte (19. bis 24. Regiment) rosa. Die ersten drei Regimenter einer jeden Gruppe hatten waagrechte Rocktaschen, die anderen senkrechte. Rabatten, Rockschöße und die Vorstöße an Schulterklappen und Rocktaschen waren stets in Abzeichenfarbe. Kragen und Ärmelpatten waren beim jeweils zweiten und fünften Regiment blau, ansonsten abzeichenfarbig. Blaue Ärmelpatten hatten abzeichenfarbige Vorstöße und umgekehrt. Beim jeweils dritten und sechsten Regiment waren die Ärmelaufschläge blau, bei den anderen in Abzeichenfarbe. Das 8. Regiment hatte einen eisernen Vollkürass, dessen rote Manschetten weiß vorgestoßen waren.
Unter dem Ancien Régime besaß nur das 8. Regiment Kürasse.  Im September 1792 erhielte die ersten vier Regimenter Halbharnische, später auch das 5. 6. und 7. Regiment. Die weißen Halbschabracken waren in der Abzeichenfarbe eingefasst. Die Satteldecke und der runde Mantelsack hatten eine weiße Einfassung. Die Regimentsnummer war auf beiden Ausrüstungsgegenständen in weiß angebracht. Die allgemeine Verwahrlosung der Bekleidung machte vor der schweren Kavallerie nicht halt, so dass auch hier erst wieder unter dem Konsulat von Uniformen zu sprechen war. Zur Jahrhundertwende wurde der Mantelsack eckig. 1802 wurden das 5., 6. und 7. Regiment, 1803 auch das 9., 10.11 und 12. Regiment zu Kürassieren  und entsprechend ausgerüstet, wobei Ausstattung mit Vollharnischen sich bis 1804 hinzog.
1804 ersetzte der charakteristische Helm den Hut. Die Glocke des Helmes war aus Stahl, Bügel und Schuppenketten aus Messing, der Turban aus schwarzem Fell und der Schweif aus schwarzem Rosshaar. Da der Helm jeweils vom Regiment selbst beschafft wurde, variierten diese zunächst von Regiment zu Regiment in Details. Die Offiziersmodelle hoben sich durch eine bessere Verarbeitung ab, insbesondere waren die Messingteile vergoldet.
1805 erhielten bei den Kürassiere als einziger Linien-Waffengattung alle Kompanien die Abzeichen, die ansonsten nur den Elite-Kompanien vorbehalten waren: roter Federstutz, rote Epauletten und blaue Granatabzeichen auf den Rockschößen. Die Granatabzeichen sind bei Offizieren und manchmal auch bei den übrigen Dienstgraden weiß; höhere Offiziere haben auch weiße Federstutzte. 1809 werden die Rockschöße kürzer. Die Regimenter waren ab 1810 hinsichtlich der Abzeichenfarben wieder in vier Gruppen aufgeteilt (1., 2. und 3. Regiment: scharlachrot; 4., 5. und 6. Regiment: hochorange; 7., 8. und 9. Regiment: jonquillengelb; 10., 11. und 12. Regiment: rosa). Der blau vorgestoßene Kragen, die Vorstöße der nunmehr einheitlich senkrechten Taschenpatten und die Rockschöße waren stets abzeichenfarbig, Ärmelaufschläge grundsätzlich auch, nur nicht beim jeweils dritten Regiment einer Gruppe. Das jeweils zweite Regiment hatte blaue Ärmelpatten, während die anderen solche aus abzeichenfarbigen Tuch hatten. Die Ärmelpatten waren auch (mit Ausnahme des jeweils ersten Regiments) in Abzeichenfarbe vorgestoßen. Trompeter trugen keinen Kürass, einreihige Röcke mit gewechselten Farben (d. h. die Abzeichenfarbe wurde zur Grundfarbe, während Kragen, Aufschläge usw. blau waren), weißen Litzen auf der Brust und weißen Epauletten. Das 13. und 14. Regiment erhielt als Abzeichenfarbe weinrot mit denselben Varianten wie in den übrigen Gruppen. Da das 13. Regiment sich bei seiner Aufstellung in Spanien befand und dort nicht genügend blaues Tuch zur Verfügung stand, wurden wie bei den Dragonern auch in Klöstern beschlagnahmtes, ursprünglich für Mönchskutten bestimmtes braunes Tuch zur Anfertigung von Röcken und Überhosen verwendet. Durch Dekret vom 25. Dezember 1811 wird für Mannschaften und die niederen Unteroffiziersränge zusätzlich zu den beiden Pistolen und dem Pallasch der Karabiner eingeführt, der entweder am Bandelier der zugleich eingeführten Patronentasche oder in einem Sattelhalfter getragen wurde. Trompeter, Offiziere und höhere Unteroffiziere hatten keine Bandeliers. Der Karabiner musste jedoch 1813 wegen allgemeinen Waffenmangels an die Infanterie vorübergehend abgegeben werden. 1812 erhielten die Trompeter aller Regimenter die grüne kaiserliche Livree. Im Feld wurden über den ledernen Hosen oft Überhosen getragen; während des Russlandfeldzuges war der Helmschweif geflochten und der Federstutz abgenommen oder durch einen Überzug geschützt. In den Ecken der Satteldecken war schrägstehend entweder ein Granatensymbol oder die Regimentsnummer in Weiß angebracht. Das 11. Regiment hatte bei Waterloo keine Kürasse, sondern trat im surtout an.